# Ornebius brevipalpis
Ornebius brevipalpis är en insektsart som beskrevs av Lucien Chopard 1930. Ornebius brevipalpis ingår i släktet Ornebius och familjen Mogoplistidae. Inga underarter finns listade i Catalogue of Life.